# 詩歌舞街
詩歌舞街（英語：Sycamore Street）是香港九龍大角咀的一條街，位於大角咀道以東，塘尾道以西，荔枝角道以南，通州街以北，連接太子道西（只限東行）。鄰近建築包括世界龍岡學校劉皇發中學、聖芳濟書院、保良局莊啟程預科書院、港灣豪庭三期亮賢居、路德會沙崙學校、旺角消防局、鮮魚行學校等。

## 特色
詩歌舞街不是九龍交通主幹線，不過是學校區，所以上下課正點時學校鐘聲比較吵耳。詩歌舞街沿街是1960年代的6層唐樓，經大裝修，外觀整齊平和。此類唐樓建築令路過的行人在下雨天不用舉傘。
附近的街道不少皆用樹木命名，例如杉樹街、櫻桃街、槐樹街、柏樹街、松樹街、楓樹街和柳樹街等。詩歌舞街的英文名 Sycamore 指無花果樹。

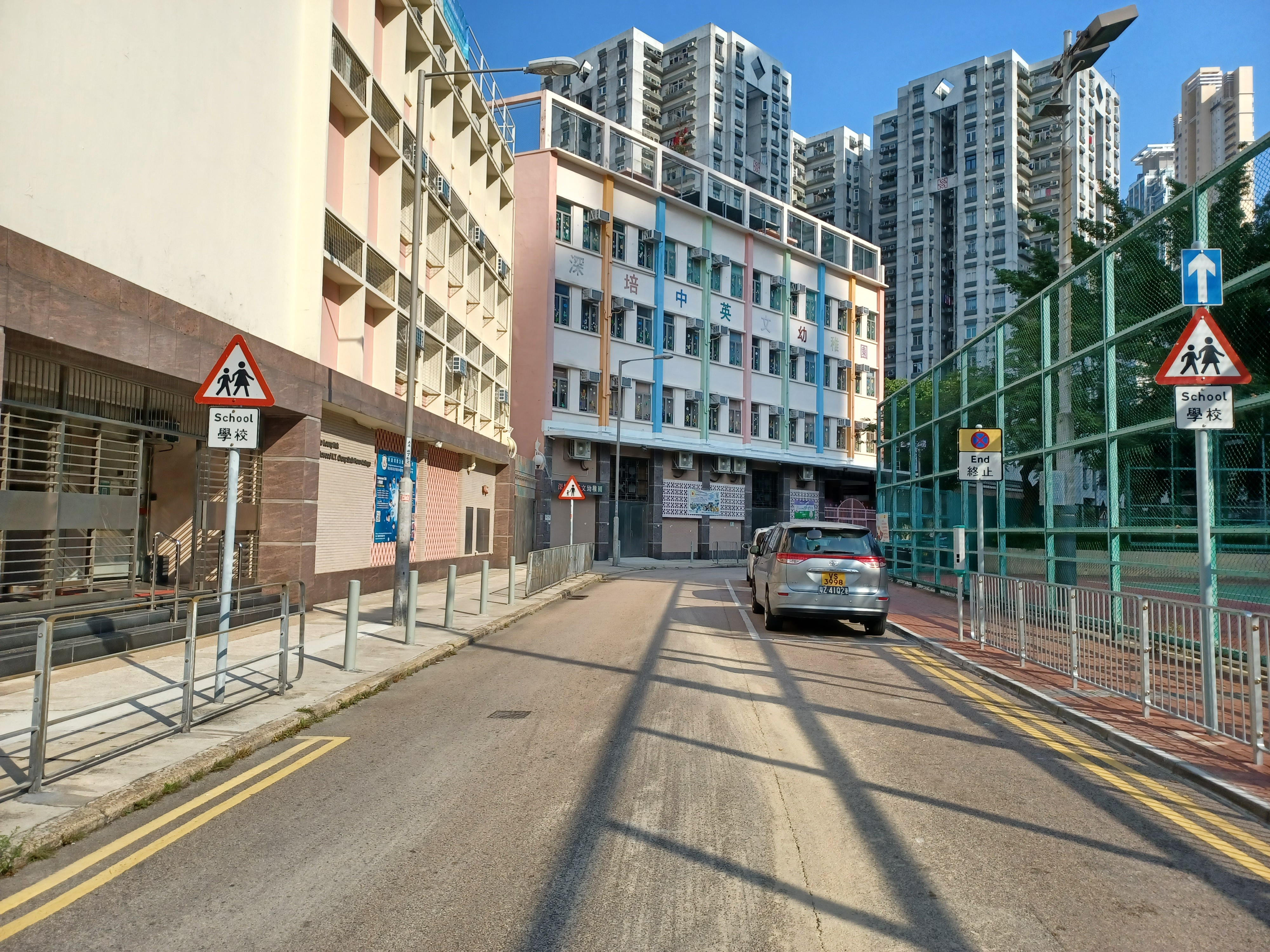
柳樹街
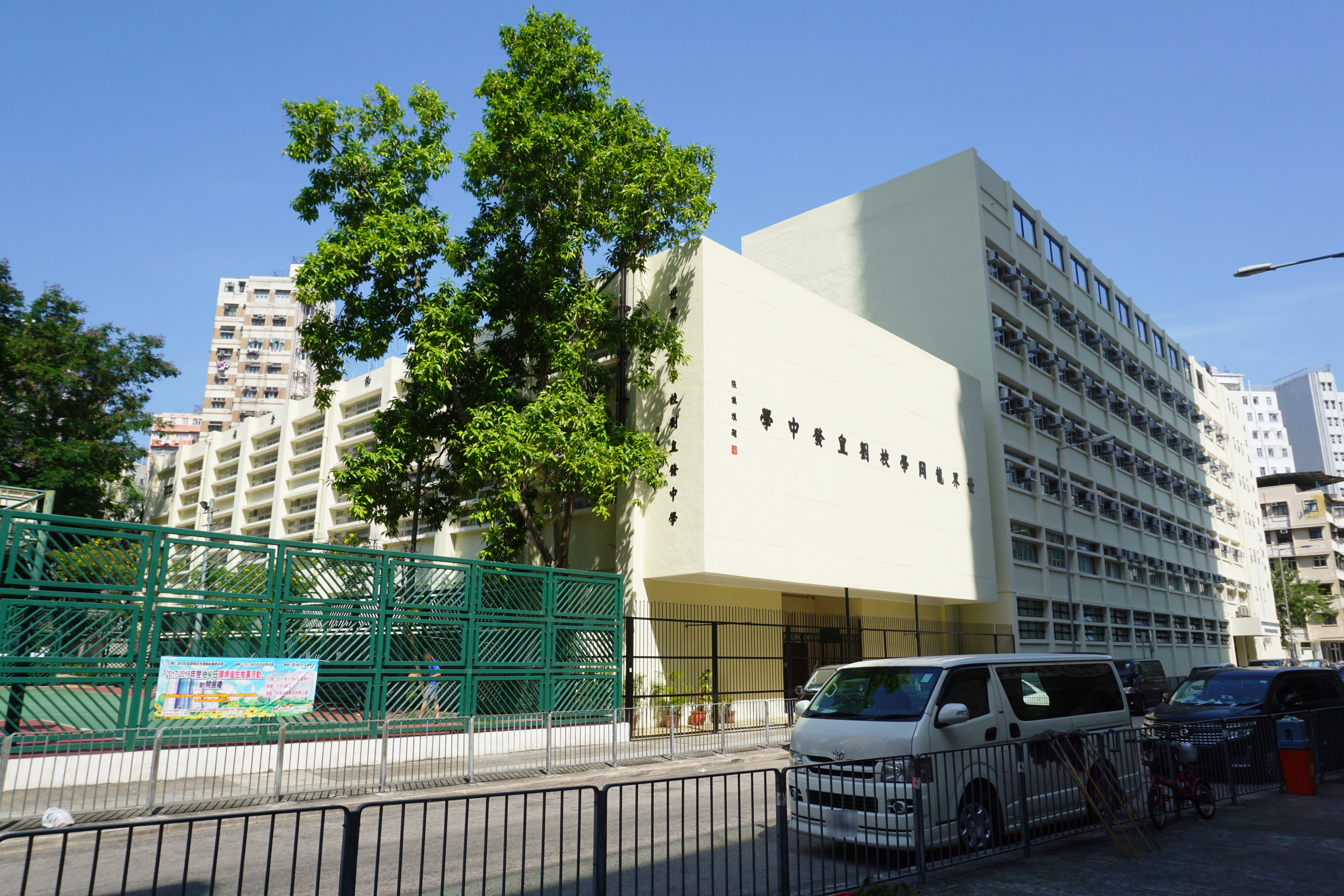
世界龍岡學校劉皇發中學
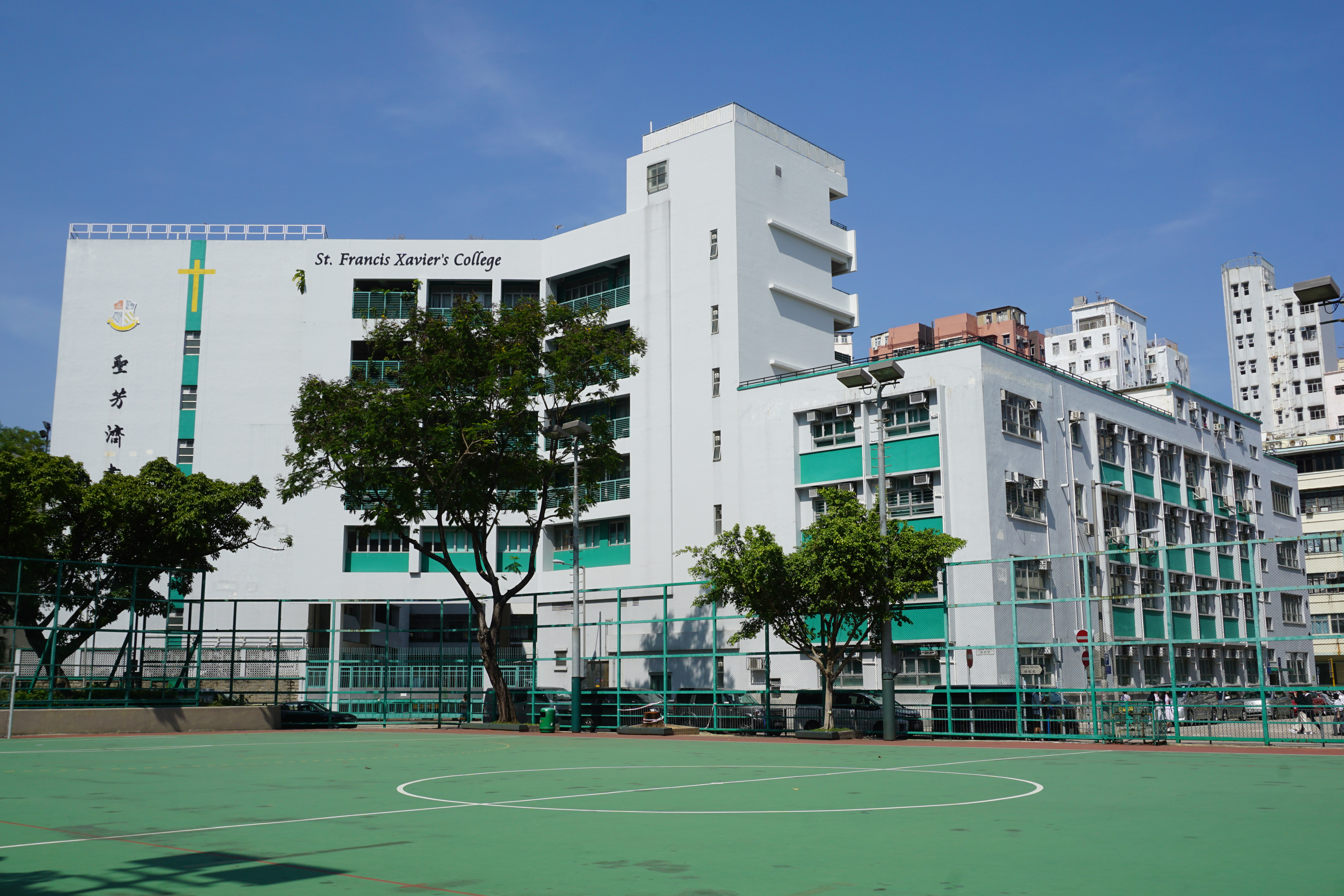
聖芳濟書院
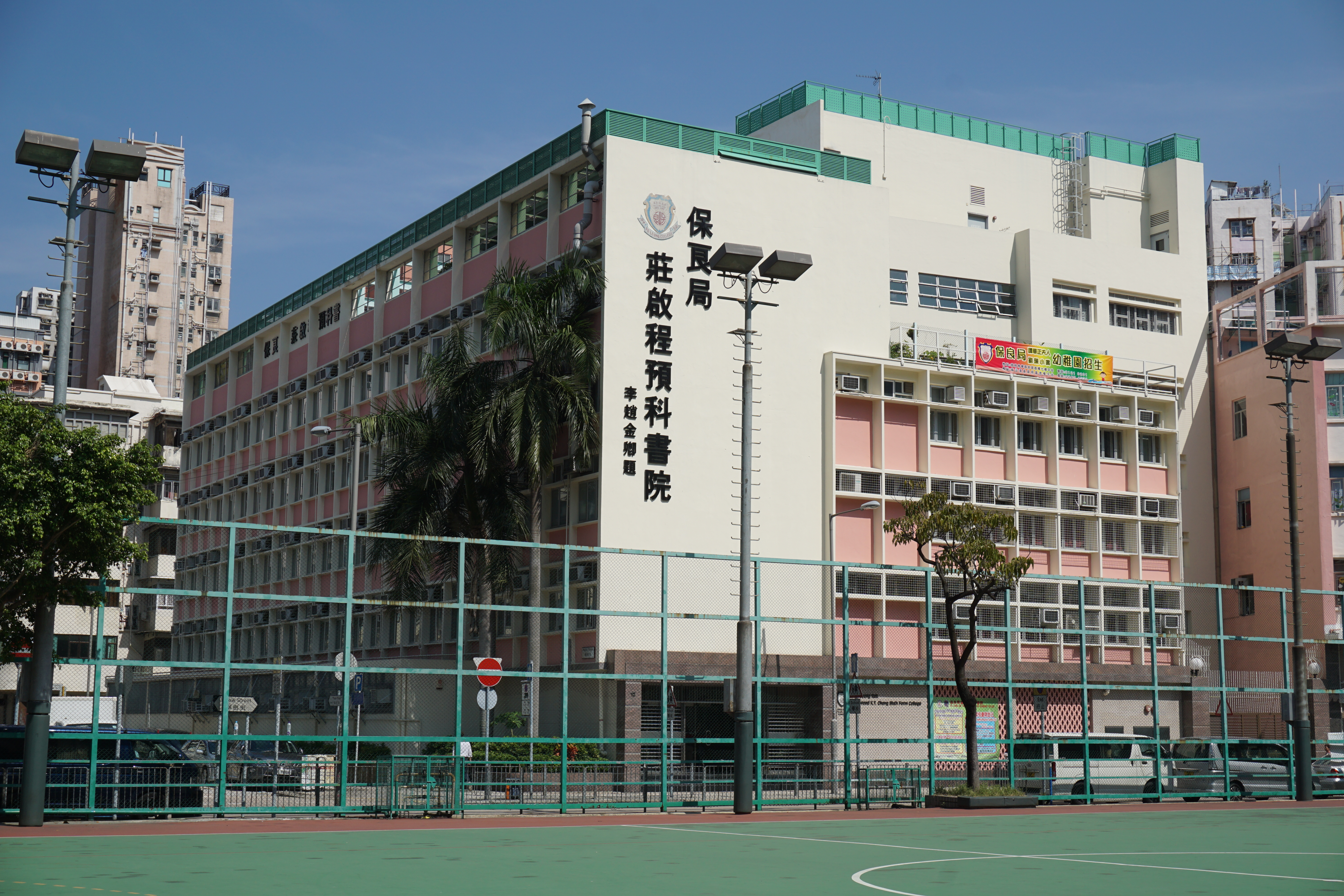
保良局莊啟程預科書院
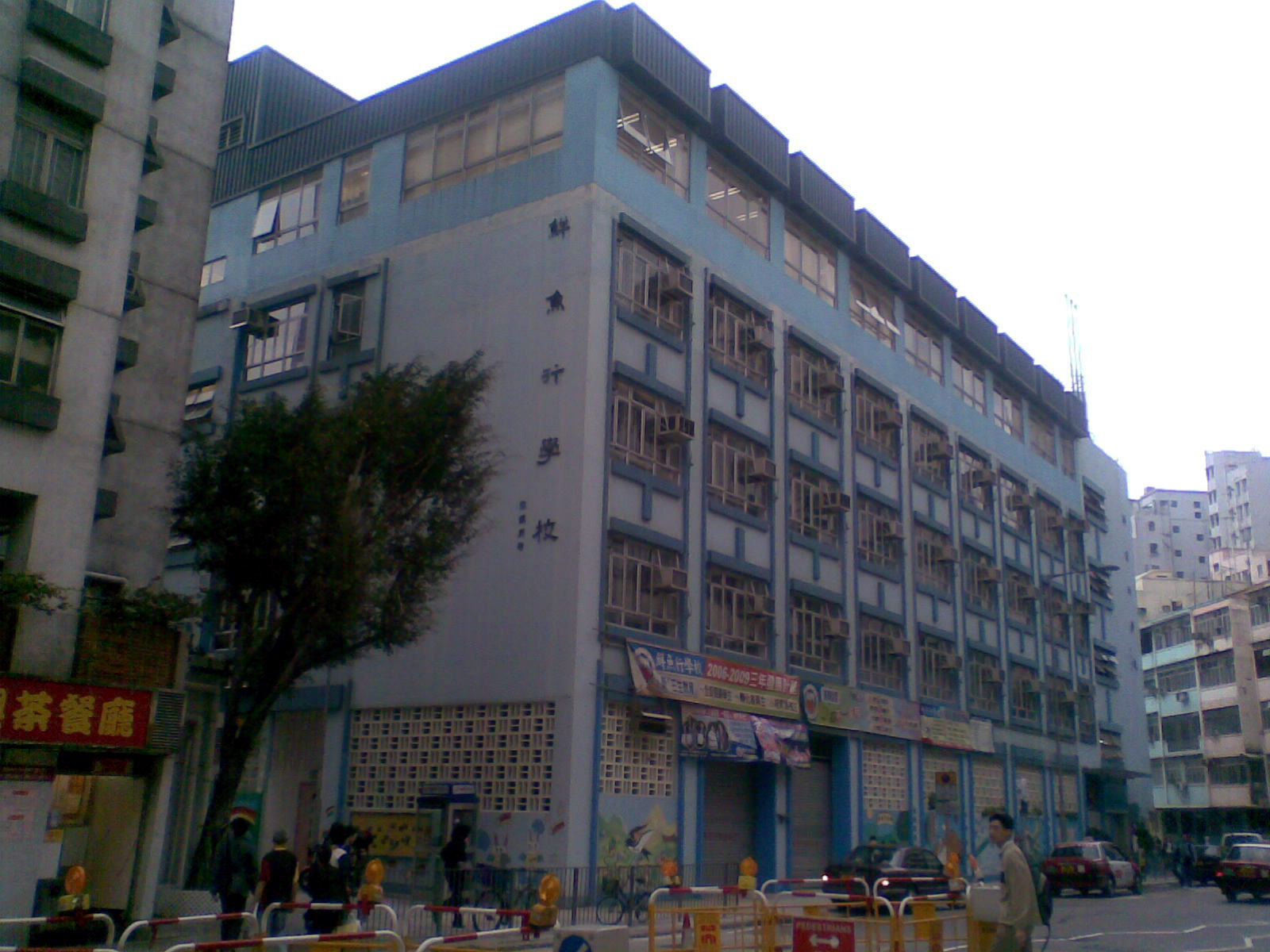
鮮魚行學校
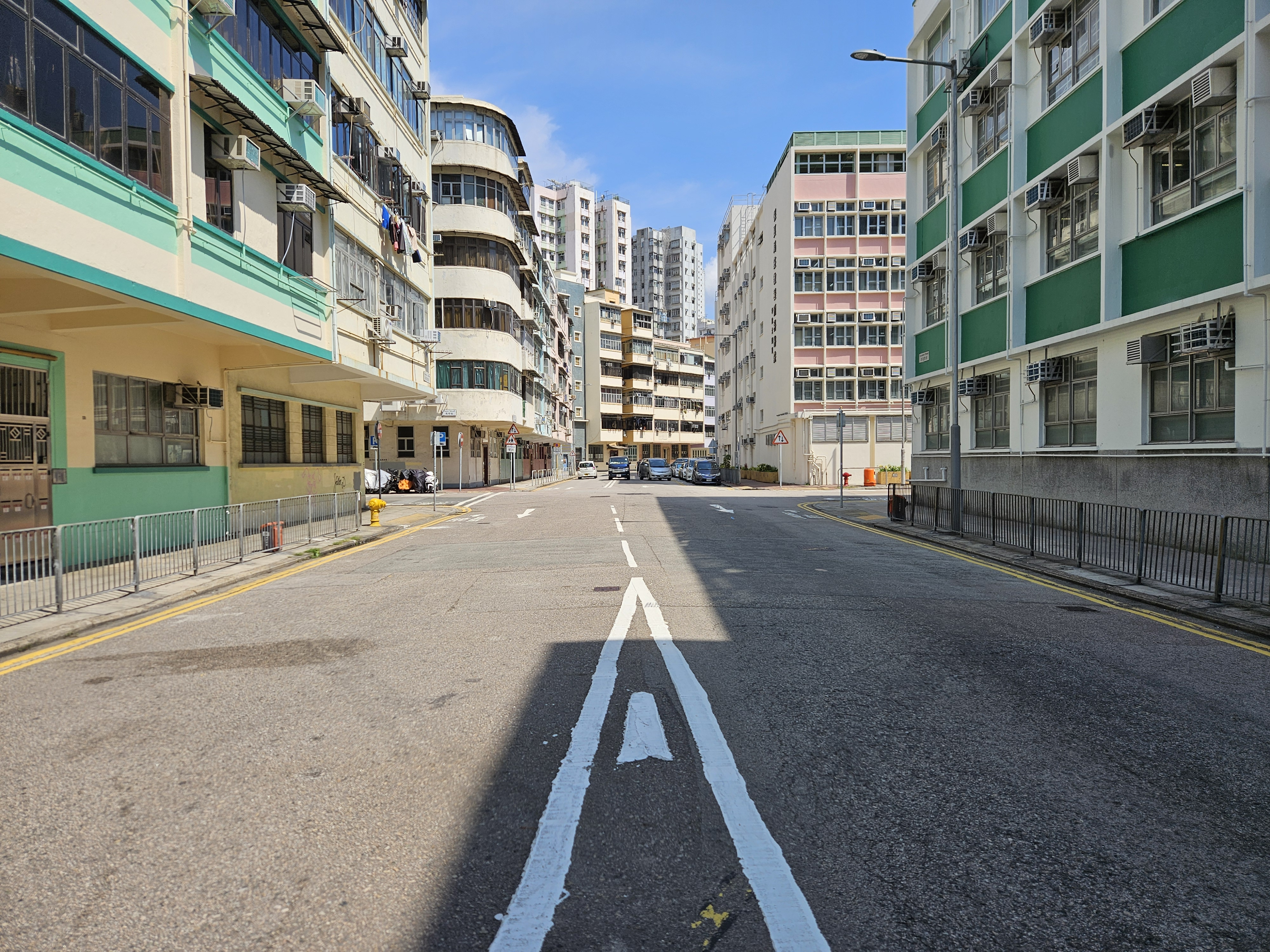
詩歌舞街近聖芳濟書院
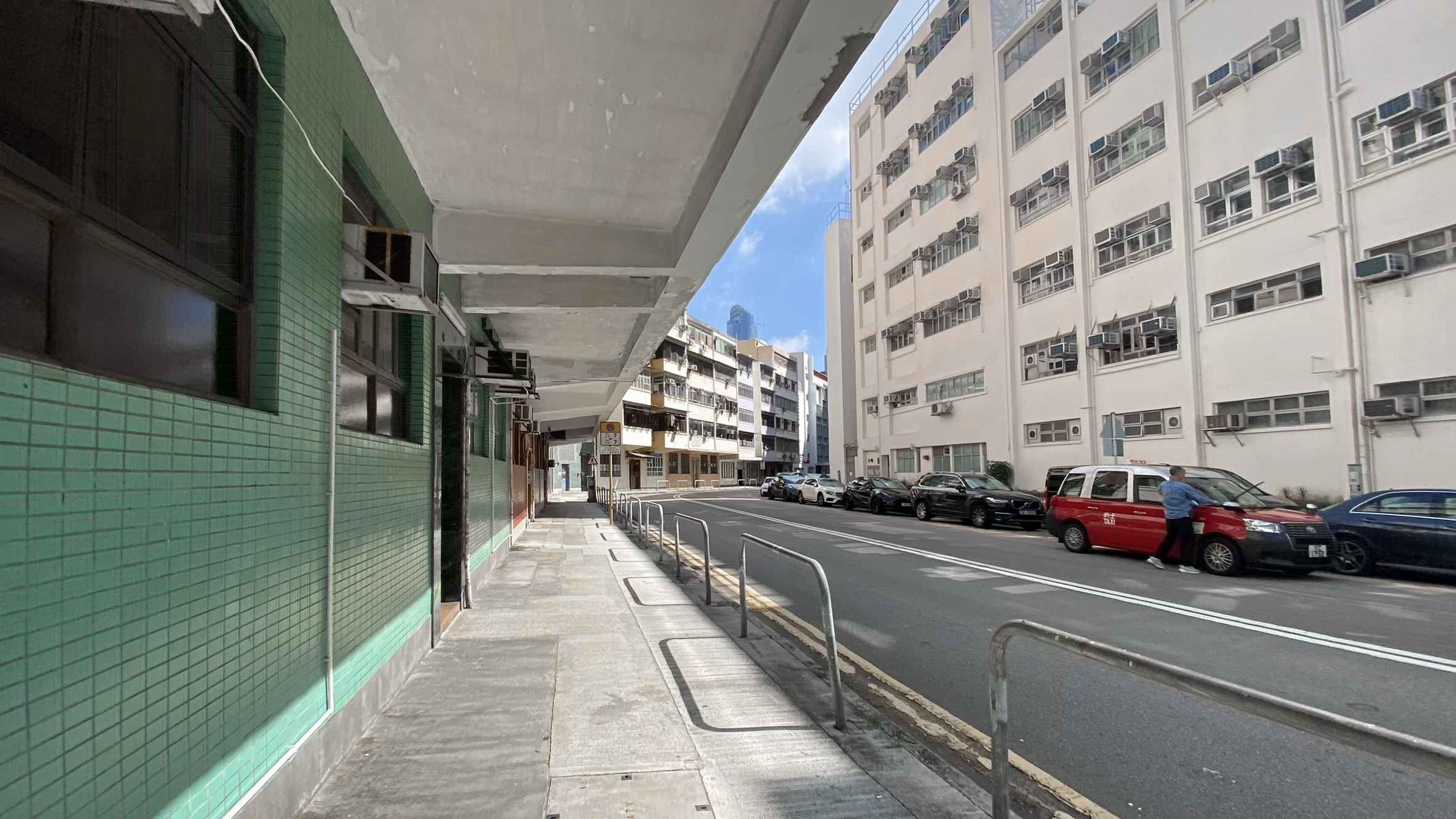
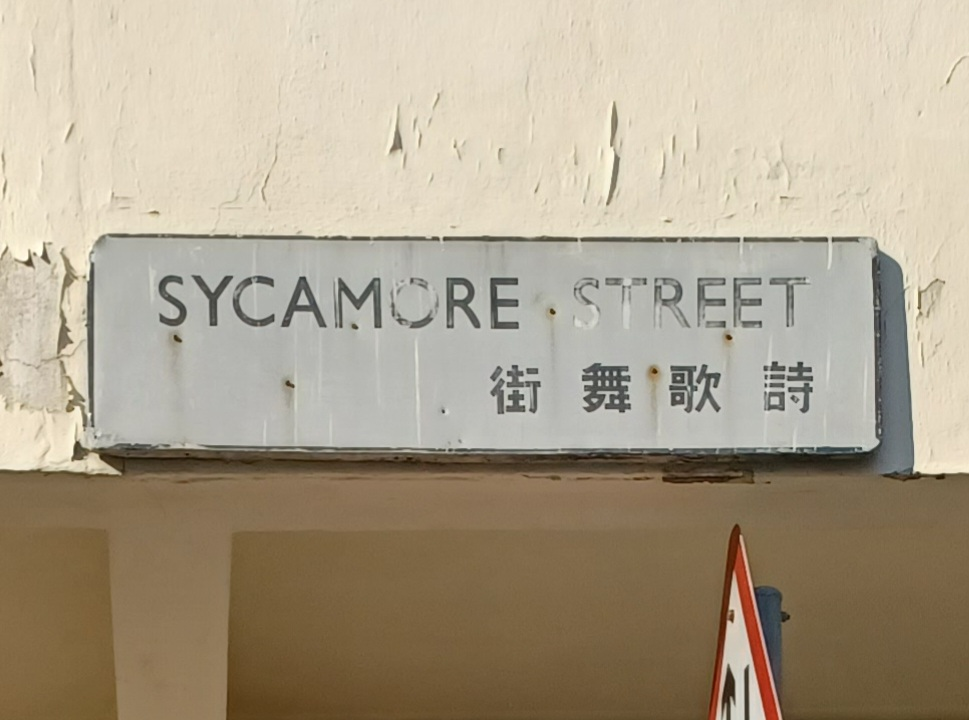
詩歌舞街鋁質搪瓷長型街牌

## 交通
港鐵
- █  觀塘綫、 █  荃灣綫：太子站C2出口（步行6分鐘）

## 衍生創作
詩歌舞街出現於香港樂團 my little airport 於2019年發布的一首新曲，名稱為《詩歌舞街》。

## 外部參考
- 無花果街聽詩歌舞 （页面存档备份，存于）